# Lambooijbrug
De Lambooijbrug in 's-Hertogenbosch is een liggerbrug die vernoemd is naar Robert J.J. Lambooij, de burgemeester van 's-Hertogenbosch van 1961 tot 1969.
De brug ligt in het stadsdeel met Zuidoost en verbindt Bedrijventerrein-Zuid en Bazeldonk met Aawijk-Zuid. Onder de brug bevindt zich de Zuid-Willemsvaart. Op deze plek heeft vroeger een sluis gelegen. Dit is nog in het landschap te herkennen. Het kanaal is hier iets smaller dan elders. Deze sluis is tegenwoordig iets verder naar het westen verplaatst, het huidige Sluis 0.